# Maarten Struijvenberg
Maarten Jan Willem Struijvenberg (Rotterdam, 18 augustus 1974) is een Nederlandse bestuurder en Leefbaar Rotterdam-politicus. Sinds 16 juni 2022 is hij wethouder van Rotterdam.

## Biografie
Struijvenberg is geboren in Rotterdam en getogen in Dordrecht, maar verhuisde in 1996 weer naar Rotterdam. Daar ging hij bedrijfseconomie studeren aan de Erasmus Universiteit Rotterdam en was hij lid van het Rotterdamsch Studenten Gezelschap. Na het behalen van zijn propedeuse en werkzaam te zijn geweest bij Robeco als assistant business consultant was hij van augustus 2002 tot juni 2006 politiek assistent van Wim van Sluis, indertijd Leefbaar Rotterdam-wethouder van Haven, Economie en Milieu. Van september 2006 tot maart 2013 was hij hoofd van het fractiekantoor van Leefbaar Rotterdam.
Struijvenberg was van maart 2010 tot mei 2014 namens Leefbaar Rotterdam gemeenteraadslid in Rotterdam en was hij woordvoerder Sociale Zaken, Financiën en Oost-Europeanenbeleid. In 2013 werd hij verkozen tot Rotterdams politicus van het jaar. Van mei 2014 tot juli 2018 was hij namens Leefbaar Rotterdam wethouder van Rotterdam en had hij in zijn portefeuille Werkgelegenheid en Economie. Vanuit die hoedanigheid was hij onder andere lid van de VNG-commissie Werk & Inkomen en lid van het algemeen bestuur van de Metropoolregio Rotterdam Den Haag. Van juli 2018 tot december 2019 was hij opnieuw gemeenteraadslid in Rotterdam namens Leefbaar Rotterdam en werd woordvoerder Bouwen en Wonen.
Struijvenberg was van december 2019 tot juni 2022 namens Leefbaar Capelle wethouder van Capelle aan den IJssel met in zijn portefeuille Bouwen en Verkeer. Sinds 16 juni 2022 is hij opnieuw namens Leefbaar Rotterdam wethouder van Rotterdam en heeft hij in zijn portefeuille Zorg, Ouderen en Jeugdzorg. Na het vertrek van Gerben Vreugdenhil als wethouder van Rotterdam nam hij de portefeuille Organisatie, Dienstverlening, Financiën tijdelijk over. Na de installatie van Ronald Buijt als wethouder van Rotterdam werd Struijvenberg wethouder van Financiën, Organisatie, Dienstverlening en Grote Projecten.